# 김정식 (기업가)
김정식(金貞植, 1929년 ~ 2019년)은 대한민국의 기업가, 대덕전자(주) 회장, 공학 박사이다.

## 학력
- 1946 조선전기공업학교
- 1956 서울대학교 공과대학 전자통신학과
- 2002 광운대학교 명예공학박사

## 주요경력
- 1965 대덕산업(주) 설립 (회장)
- 1972 대덕전자(주) 설립 (회장)
- 1987 대덕전자 부설 연구소 설립
- 1989 한국전자산업진흥회 부회장
- 1991 해동과학문화재단 설립 (이사장)

## 생애 및 업적
다층 인쇄회로기판(PCB (소프트웨어))을 최초로 국산화하고 그 기술 개발에 집중하여 글로벌 중소기업을 일구었고, 과학교육과 진흥을 힘껏 도운 기업가
1929년 함경남도에서 태어났으며, 전자부품 기업을 일구면서 한국 전자공업의 역사를 썼다. 조선전기공업고등학교를 졸업한 뒤 서울대학교 공과대학 전기통신학과에 진학했다. 그러나 어려운 가정형편 때문에 학업은 순탄하지 못했고 한국전쟁이 일어났을 때 학도병으로 입대해 공군통신장교로 복무했다. 이때 얻은 경험과 학교에서 배운 지식을 밑거름 삼아 1965년에 대덕산업(현 대덕전자)을 설립하고 통신기기 산업에 뛰어들었다.

### PCB (소프트웨어)분야에서 한국형 기술혁신의 모범 사례를 만들어냄
1960년대, 전자공업진흥법(1968)이 제정되고 전자공업 육성정책이 발표되는 등 정부의 산업화 노력이 활발했던 시기였던 만큼, 1969년 산업계에서 조직한 전자공업기술조사단의 일원으로 선진국 전자산업을 시찰했다. 이때 전자제품의 핵심부품인 인쇄 회로 기판의 중요성을 깨닫고 국내 생산을 결정했다. 그러나 당시 한국에는 필요한 기술과 경험이 거의 없었기 때문에 일본 마쓰시타(현 파나소닉)에서 재료와 기술연수를 받은 후에야 단면 인쇄회로기판을 생산할 수 있었다. 이 PCB (소프트웨어)는 저항, 콘덴서 등 부품을 접속하는 전기배선 모양대로 구리배선이 가늘게 인쇄된 기판이다.
1970년대 초 대덕산업은 PCB의 국산화, 고급화에 도전했다. 1972년에는 당시 수입에 의존하던 양면 PCB (소프트웨어)를 국산화하는 데 성공하며, 대덕전자를 설립, 1970년대 한국 전자제품 성능향성과 가격경쟁력에 도움을 주었고 일본 기업에도 수출되었다. 1979년에는 반전자교환기 M10CN을 위한 PCB를 국산화하여 유선전화 확대보급에도 기여했다. 이 기술은 1982년 다층PCB의 국내 최초 개발로 이어지는 성과를 낳았다. 이때부터 노텔네트웍스(Nortel Networks Corporation), 지멘스 등 외국기업에 수출하면서 PCB 전문기업으로 성장했다.
1990년대에는 휴대폰용 PCB, 2000년대에는 반도체용 PCB 등 신제품 개발에 필요한 PCB를 개발하는 등 기술능력을 키웠다. 2000년 대덕지디에스로 사명을 변경한 대덕산업의 PCB 기술개발은 해당 부품을 쓰는 한국 전자제품들이 세계 1위를 하는 밑거름이 되었다. 또 산업용 PCB를 주력으로 생산해 온  대덕전자는 포브스 선정 미국 제외한 국가의 200대 중소기업에 2001년과 2002년 2년 연속 선정되었다. 또한 휴대폰용 PCB, STH(다층기판) PCB, 반도체용 초박판 PKG PCB는 대한민국 산업자원부 주관 세계일류상품에도 선정되어 기술력을 인정받았다. 2018년 12월, '대덕지디에스'는 '대덕전자'에 흡수합병되어, 현재에 이르고 있다.

### 기업이익을 사회에 환원
1991년 해동과학문화재단을 설립한 뒤 2019년 세상을 뜰 때까지 20여 년 동안 과학기술 진흥을 위한 여러 사업에 거액을 기부했다. 20억 원 이상의 장학금을 지급했으며, 전국 20여개 공과대학에 학술정보관 건립금을 기부하여 창의적이고 문화적인 학습공간을 만들어 주었다. 과학기술 연구에도 많은 지원을 했는데, 특히 2010년에는 서울대학교 AI연구센터 건립에 500억 원을 기부했다.
그는 PCB 기술 성과와 수출을 통해 국가에 기여한 공을 인정받아 석탑산업훈장(1979), 동탑산업훈장(1990), 금탑산업훈장(1999)을 받았다. 또한 2000년에는 대덕전자가 2억불 수출의 탑을 받아 PCB 전문업체로서의 세계적 위상, 글로벌 기업으로서의 기술력을 확인 시켜줬다.
중소기업을 글로벌 전문기업으로 성장시킨것에 머무르지않고, 폭넓은 기부를 통해 기업의 이윤을 사회에 되돌리는 노블레스 오블리주를 실천한 진정한 기업가임을 인정받아 2019 과학기술유공자 엔지니어링분야에 지정되었다.

## 포상
- 1975 상공부 기술개발 공로상
- 1982 기술개발 국무총리상
- 1996 경제정의 기업상 대상(경실련)
- 1999 금탑산업훈장
- 2000 200대 월드베스트 중소기업(포브스)

## 참고자료
대한민국 과학기술정보통신부 홈페이지  보관됨 2020-09-27 - 웨이백 머신